# Ділянка соснових насаджень (пам'ятка природи)
Діля́нка сосно́вих наса́джень — ботанічна пам'ятка природи місцевого значення в Україні. Розташована в межах Магдалинівського району Дніпропетровської області, на північ від села Степанівка. 
Площа 5 га. Статус присвоєно 1977 року. Перебуває у віданні: Новомосковський держлісгосп (Котовське лісництво, кв. 18, діл. 17). 
Статус присвоєно для збереження частини лісового масиву з сосновими насадженнями, що зростають на лівобережжі річки Оріль.